# Hannah Collins
 Hannah Collins (* 1956 in London, Vereinigtes Königreich) ist eine britische Künstlerin, Fotografin, Filmemacherin und Hochschullehrerin. Sie ist bekannt für ihre großformatigen Schwarzweißfotografien von Innenräumen und Landschaften und für ihre fotografischen Installationen, hat aber auch Filme in Spanien und Russland gedreht. Sie wurde 1993 für den Turner Prize nominiert.

## Leben
Collins Familie ihres Vaters war in den 1920er Jahren aus Polen nach England ausgewandert und änderte bei der Ankunft ihren Namen von Zabolsky in Collins. Ihr Großvater väterlicherseits hatte Kinos im Norden Englands besessen. Ihr Vater gründete zusammen mit dem Kulturtheoretiker Raymond Williams  die Zeitschrift Politics and Letters. Collins studierte von 1978 bis 1984 an der Slade School of Fine Art der University of London und schloss ihr Studium anschließend mit einem Fulbright Hays-Stipendium in den USA 1979 ab.
Zusätzlich zu ihrer künstlerischen Arbeit lehrte Collins an mehreren Institutionen, darunter an der Yale University, war Gastdozentin am Royal College of Art in London, am Le Fresnoy – Studio national des arts contemporains in Roubaix und von 2001 bis 2004 unterrichtete sie Fotografie an der University of California.

## Werke
Von 1989 bis 2010 lebte und arbeitete sie in Barcelona. In den späten 1980ern begann sie fotobasierte Werke zu präsentieren, die sie in Ausstellungshallen installierte. Dabei kombinierte sie Skulptur, Architektur und Bild und setzte sie mit marginalen städtischen Räumen in Verbindung. Diese Beziehung zwischen der gebauten Umwelt und dem sozialen Feld sowie der Fotografie in dem Ausstellungsraum waren entscheidend für die Entwicklung ihrer Praxis, die zunehmend stärker auf soziologischen Forschungsprojekten basierte.
Ab 2000 begann Collin Filme und Videos zu erstellen, die oft auf mehrere Leinwände projiziert und mit konstruierten musikalischen Soundtracks versehen wurden. Migration und moderne Versuche, Visionen der Zukunft zu verbessern, waren Themen ihrer Arbeiten, darunter The Fertile Forest (2015), eine Arbeit, die im kolumbianischen Amazonasgebiet entstand, I will make up a Song (2018) und The Earth Beneath My Feet (2022).
Einer ihrer Schwerpunkte ist die Gemeinschaft und Kultur der Roma, sowohl in Spanien als auch in Russland, die sie filmisch dokumentierte. Damit ihre Darstellungen identisch sind, lebte sie für lange Zeiträume in dieser Gemeinschaft. Nach derselben Methode ging sie vor, als sie das Leben von Stammesgruppen im Amazonasgebiet von Kolumbien dokumentierte. Sie arbeitete auch an Designprojekten, darunter an der Gestaltung von Albumcovern und Bühnenbildern für Theaterproduktionen.
Ihre Werke wurde in zahlreichen Ausstellungen gezeigt, darunter die Tate Modern, das Centre Georges Pompidou, das MACBA Barcelona, das Reina Sofia Madrid, das Dallas Museum of Art, das Luxembourg Museum und das Sprengel Museum Hannover. Hier wurde 2015 eine Retrospektive ihres Werks gezeigt, die später auch im Camden Art Centre, London, und im Baltic Centre, Newcastle, gezeigt wurde. Begleitend zur Ausstellung erschien eine gleichnamige Monografie.
Zusammen mit dem Musiker Duncan Bellamy erstellte sie eine digitale Präsentation, die 2019 in der Tapies Foundation Barcelona und im San Francisco Museum of Modern Art gezeigt wurde. 2020 kuratierte Collins im Turner Contemporary in Margate die Ausstellung We Will Walk – Art and Resistance in the American South.
Das Werk Terrain: The Earth Beneath My Feet war 2022 eine Zusammenarbeit von Portico Quartet mit Collins. The Earth Beneath My Feet war ihr ursprünglicher Titel für ein Werk, das sie in der Atacama-Wüste in Chile schuf und aus dem diese neue Zusammenarbeit mit Quartet eine Weiterentwicklung war. Sie reiste zum Las Campanas-Observatorium des Carnegie Institute, das einige der modernsten Teleskope der Welt beherbergt, die bis an die Ränder unseres Universums blicken können.
Ihre Werke befinden sich in Sammlungen wie der Tate Modern, dem Victoria and Albert Museum, dem Centre Georges-Pompidou, dem Walker Art Center in Minneapolis und dem Luxembourg Museum.
Ihre Künstlerakten befinden sich in der Bibliothek der Smithsonian American Art and Portrait Gallery und dem Musée national des beaux-arts du Québec.

## Auszeichnungen
- 1991: European Photography Award, Berlin
- 1993: Nominierung für den Turner Prize für ihre Ausstellung Signs of Life auf der Istanbuler Biennale 1992
- 2004: Olympus Award
- 2015: Spectrum-Preis des Sprengel Museums Hannover

## Veröffentlichungen
- Noah Purifoy. Steidl Verlag, 2024, ISBN 978-3-95829-268-0.
- The Fragile Feast. Routes to Ferran Adria. Hatje Cantz, Germany, 2011, ISBN 978-3-7757-3210-9.
- La revelación del Tiempo – Time Will Reveal It All, Museo de Arte de la Universidad de Colombia, 2010, ISBN 978-958-719-544-6.
- Parallal, ACTAR, Barcelona 2008, ISBN 978-8-4969-5438-0.
- Hannah Collins, Filming Things, Centre national de la photographie, Echo Books, 1997, ISBN 978-2-86754-105-6.
- Finding, Transmitting, Receiving. Black Dog Publishing, 2007, ISBN 978-1-904772-79-8.
- Shopping. Echo Books, Barcelona 1996.
- A Worldwide Case of Homesickness. Irish Museum of Modern Art, Dublin, 1996.
- The Hunter's Space. Cornerhouse Manchester, 1985.
- Legends. Institute of Contemporary Arts London, Orchard Gallery Londonderry, 1998
- Historia en curso. Películas y fotografías. Obra Social Fundación “La Caixa”, Barcelona, 2008, ISBN 978-84-7664-987-9.
- How to Stay Hungry. Grey Area Books, 2003.